# Erikaflon
Erikaflon är en sjö i Strömsunds kommun i Jämtland och ingår i Ångermanälvens huvudavrinningsområde. Namnet Erikaflon avser egentligen myren (flon) på vilken tjärnen är belägen, snarare än själva tjärnen.